# Arroyo Grande
Pour les articles homonymes, voir Arroyo.
Arroyo Grande est une municipalité située dans le comté de San Luis Obispo de l'État de Californie (États-Unis). Arroyo Grande est située à 35° 07′ 15″ N, 120° 35′ 12″ O.

## Histoire
Les plus anciens habitants de la vallée d'Arroyo Grande sont les amérindiens Chumash. Ceux-ci entretiennent des échanges avec d'autres tribus amérindiennes, parfois très éloignées. Le livre de Jones montre une photographie, prise à Arroyo Grande, du dernier locuteur connu de la langue indigène Obispena Chumash.
Les premiers Européens arrivent avec l'explorateur espagnol Juan Cabrillo. La mission San Luis Obispo de Tolosa s'établit dans les environs et développe des activités agricoles. La ville d'Arroyo Grande est fondée afin d'exploiter les sols fertiles. Son nom signifie Grande rivière en espagnol.
Francis Ziba Branch, originaire de New York, découvre l'endroit durant une expédition de chasse, pendant la période où la Californie fait partie du Mexique. Il épouse María Manuela Carlón et ce mariage lui permet de demander l'attribution d'une terre mexicaine. En 1836, il s'installe au Rancho Santa Manuela, avec son épouse et son enfant. Il élève ensuite du bétail, alors que la Californie devient un territoire, puis un État des États-Unis. Quelques années plus tard, à la suite d'une sécheresse ayant entraîné la mort d'une grande partie du bétail, les Branch, en difficulté financière, vendent de petites parcelles de terre à des colons.
En 1862, le Conseil de surveillance de San Luis Obispo crée la municipalité d'Arroyo Grande. L'activité se développe le long d'une route desservant les établissements agricoles locaux, la rue Branch. Un dépôt ferroviaire est construit en 1882. Arroyo Grande obtient le statut de ville le 10 juillet 1911.

### Francis Ziba Branch
Francis Ziba Branch (24 juillet 1802 - 8 mai 1874) naît à Scipio, dans l'État de New York. En 1820, il devient marin, à Buffalo, État de New York, naviguant sur les Grands Lacs pendant environ cinq ans. Au début de 1830, Branch est à Saint Louis (Missouri), où il se joint à un convoi de marchandises, peut-être dirigé par Ceran St. Vrain, à destination de Santa Fé (Nouveau-Mexique). En 1830, St. Vrain s'associe avec les frères Bent, pour former la Compagnie Bent et St. Vrain. À l'automne 1832, Branch participe à une brigade de trappeurs formée par William Wolfskill à Santa Fé. Wolfskill a l'intention de chasser le castor dans la vallée de Tulare, en Californie. Le voyage se révèle difficile. Le groupe de Wolfskill arrive dans la région de San Bernardino en février 1831. Le chemin qu'il a suivi sera, plus tard, connu sous le nom d'“Ancienne piste espagnole” et utilisé pour le trafic et le commerce entre Taos et Santa Fé, d'une part, et Los Angeles, d'autre part. Branch chasse avec succès, trois ans durant, la loutre marine, dont la fourrure atteint un prix élevé dans le commerce avec la Chine. Lorsque les loutres marines se raréfient, il devient, pour une courte période, marchand à Santa Barbara. En 1835, il épouse Manuela Carlon, avec laquelle il aura onze enfants. En 1836, il rejoint l'Église catholique et devient, probablement, citoyen mexicain. Le 6 avril 1837, le gouverneur Juan Bautista Alvarado accorde à Branch Rancho Santa Manuela, qui est alors une étendue sauvage. Francis Branch est, par la suite, propriétaire de Rancho Arroyo Grande, Rancho Bolsa de Chamisal, Rancho Huerhuero et de la moitié de Rancho Pismo. Francis Branch meurt d'une bronchite, à son domicile, à l'âge de 71 ans.

## Géographie
Arroyo Grande est une petite ville de la côte centrale de Californie (Central Coast of California), aux États-Unis, à mi-chemin entre Los Angeles et San Francisco. Elle est située à la latitude 35° 7′ 15″ nord et la longitude 120° 35′ 12″ ouest (35.120878, -120.586799). Elle fait partie des Cinq Cités (avec Grover Beach, Oceano, Shell Beach et Pismo Beach). La ville possède un centre historique, auquel sont associés des éléments suburbains et ruraux. Selon le Bureau du recensement des États-Unis, la superficie d'Arroyo Grande est de 14,7 km2, entièrement constituée de terre ferme. La ville est à 36 m d'altitude.
Villes situées dans un rayon de 24 km d'Arroyo Grande.

### Géologie
Arroyo Grande possède un gisement de pétrole appartenant au faciès Edna du Miocène-Pliocène de la formation de Pismo. Ce dernier est constitué de grès massif. Les poches exploitables sont situées entre 100 m et 500 m de profondeur. Le gisement est exploité depuis 1905.

### Hydrographie
Arroyo Grande est traversée par l'Arroyo Grande Creek, qui prend sa source à 930 m d'altitude et draine un bassin de 264 km2. Entre 1944 et 1995, la rivière a déposé annuellement, en moyenne, 11,3 tonnes de sédiments par hectare (entre 9,8 t pour les années sèches et 12,8 t pour les années humides). Durant cette même période, la masse annuelle moyenne de sédiments transportés est de 299 000 t (258 000 t en année sèche et 336 000 t en année humide). Cette masse s'est élevée à 521 000 t en 1969 et (1 960 000 t en 1983, avec des dépôts correspondants de 19,7 t/ha et 74,2 t/ha.

### Climat
La température descend rarement en dessous de −1,7 °C en hiver.  En été, elle dépasse rarement 28 °C.

### Administration
Les codes postaux sont 93 420 et 93 421, l'indicatif téléphonique le 805. À l'heure d'été, la ville est dans le fuseau horaire PDT (UTC-7).
La ville est administrée par un conseil municipal de cinq membres, élus pour une durée de quatre ans. Le maire est élu directement par les administrés, pour un mandat de deux ans. Le conseil municipal détermine la politique communale, approuve ordonnances et résolutions, décide de l'occupation des sols, vote les accords et contrats et entend les appels des décisions de l'administration municipale ou des comités consultatifs. Il est également l'organe de direction de l'Agence de redéploiement. Il se réunit tous les second et quatrième mardi du mois, à 19 h. Le maire et les conseillers municipaux reçoivent une indemnité mensuelle, fixée par une résolution.
En 2011, le maire est Tony Ferrara et les conseillers municipaux Jim Guthrie, Joe Costello, Caren Ray et Tim Brown.

### Questions environnementales
La ville connait une croissance rapide durant les années 1970 et 1980. Celle-ci est en partie due à l'extension de l'installation de traitement des eaux usées, grâce à une Subvention eau pure de l'Agence de protection environnementale, qui supprime un frein à la croissance. Ce programme de subventions fédérales nécessite la préparation d'un Rapport d'impact environnemental. Ce document constitue la majeure partie des données environnementales initiales pour Arroyo Grande.
Arroyo Grande fait partie d'un écosystème côtier à l'intérieur de la province floristique de Californie. Les habitats originels comprennent les bois de chêne côtiers, les broussailles de la côte centrale, les saulaies et les ripisylves mixtes, le long d'Arroyo Grande Creek et ses nombreux affluents, les prairies de graminées, les prairies côtières, les dunes et l'estran, ainsi que les zones agricoles et celles remaniées par l'homme.

## Démographie

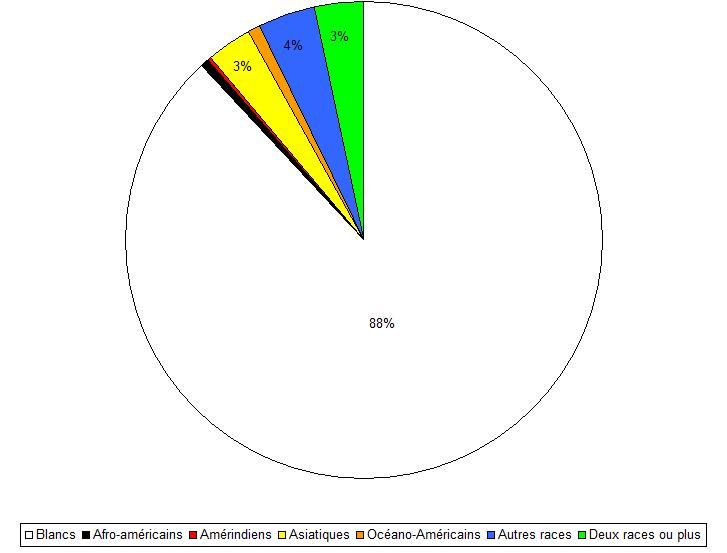
Composition ethnique, en 2000.

Au recensement de 2009, la population d'Arroyo Grande est de 17 238 habitants.
| 2000   | 2006   | 2010   |
| ------ | ------ | ------ |
| 15 851 | 16 415 | 17 238 |

Lors du recensement de 2000, la ville compte 15 851 habitants, répartis entre 6 478 foyers et 4 353 familles. La densité de population s'établit à 1 079 habitants par km². La population est constituée de 88,45 % de Blancs, 0,62 % d'Afro-Américains, 0,45 % d'Amérindiens, 3,08 % d'Asiatiques, 0,18 % d'Océano-Américains, 3,77 % d'autres races et 3,45 % de deux races ou plus. Les Hispaniques (ou Latinos) constituent 11,17 % de la population.
29,0 % des foyers ont des enfants de moins de 18 ans, 55,0 % sont des couples mariés, 9,4 % des femmes seules et 32,8 % ne sont pas des familles. 27,3 % des foyers ne comprennent qu'une seule personne, dont 14,4 % de 65 ans ou plus. La taille moyenne d'un foyer est de 2,41 personnes et celle d'une famille de 2,94 personnes.

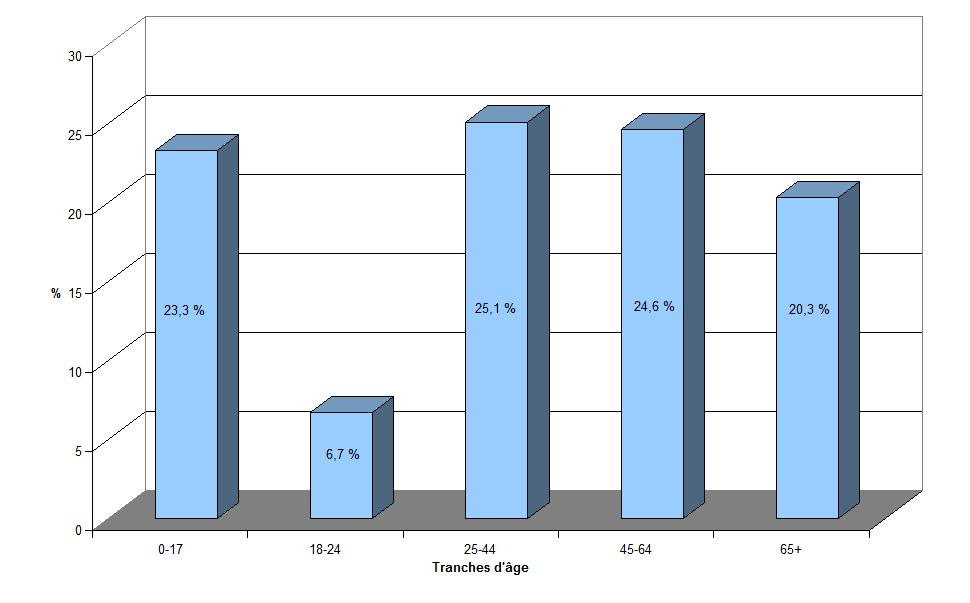
Répartition, par tranche d'âge, de la population, lors du recensement de 2000.

23,3 % de la population ont moins de 18 ans, 6,7 % entre 18 et 24 ans, 25,1 % entre 25 et 44 ans, 24,6 % entre 45 et 64 ans et 20,3 % ont 65 ans ou plus. L'âge moyen est de 42 ans. La population compte 52,9 % de femmes et 47,1 % d'hommes. Pour les habitants de 18 ans ou plus, ces proportions sont respectivement de 54,2 % et 45,8 %.
| 1890 | 1920 | 1930 | 1940  | 1950  | 1960  |
| ---- | ---- | ---- | ----- | ----- | ----- |
| 466  | 760  | 892  | 1 090 | 1 723 | 3 291 |

| 1970  | 1980   | 1990   | 2000   | 2010   | - |
| ----- | ------ | ------ | ------ | ------ | - |
| 7 454 | 11 290 | 14 378 | 15 851 | 17 252 | - |

### Logement
La ville compte 6 750 logements, avec une densité de 459,6 logements par km2.

## Économie
En 2000, le revenu annuel moyen d'un foyer d'Arroyo Grande est 37 320 € (48 236 $). Celui d'une famille est de 42 936 € (55 494 $). Le revenu annuel moyen des hommes s'établit à 31 957 € (41 304 $), contre 23 743 € (30 688 $) pour les femmes. Le revenu par habitant est de 18 809 € (24 311 $).
4,3 % des familles et 6,9 % de la population vivent en dessous du seuil de pauvreté. 6,8 % des moins de 18 ans et 5,4 % des plus de 65 ans sont en dessous de ce seuil.
Arroyo Grande possède une raffinerie de pétrole d'une capacité de raffinage de 120 000 barils par jour.

### Tourisme
Arroyo Grande possède six hôtels. Les plages de Pismo Beach sont à 6 km.

## Culture
Le Village est le quartier historique d'Arroyo Grande. Il conserve des immeubles de la fin du XIXe siècle et du début du XXe siècle. Cinq musées y sont installés. On peut y voir un pont suspendu. Un marché des producteurs s'y tient tous les samedis, de 12 h à 14 h 30.

### Arts

#### Cinéma
Arroyo Grande possède un cinéma, le Regal Arroyo Grande Stadium 10.

## Politique
Pour la législature de l’État, Arroyo Grande est dans le 15e district sénatorial, représenté par le démocrate Dave Cortese et dans le 33e district de l'Assemblée, représenté par le républicain Thurston Smith . Au niveau fédéral, Arroyo Grande fait partie du 22e district du Congrès de Californie, qui a un Indice de vote partisan de Cook de R + 16 et est représenté par le républicain Devin Nunes.

## Transports
Arroyo Grande est à 150 km de l'Interstate 5.

## Santé
Arroyo Grande possède un hôpital.

## Personnalités liées à la ville
- Zac Efron, acteur (dont les films Disney High School Musical, High School Musical 2, High School Musical 3, Hairspray, Summerland et 17 ans encore).
- Lou Ferrigno, acteur de cinéma et de télévision (dont L'Incroyable Hulk).
- Horace Grant, joueur professionnel de basketball.
- Jordan Hasay, coureuse de demi-fond.
- Kyle Hoover, auteur de The House That Wisdom Built.
- Sheila Varian, éleveuse de chevaux arabes.
- Robin Ventura, joueur professionnel de baseball.